# Matt Ross
Matthew Brandon Ross, detto Matt (Greenwich, 3 gennaio 1970), è un attore, regista e sceneggiatore statunitense.

## Biografia
Nato a Greenwich, nel Connecticut, dopo il divorzio dei genitori si è trasferito con la madre in una comune ad Ashland, in Oregon. Si è diplomato alla Ashland High School, poi si e trasferito a New York per studiare alla Juilliard School of Drama. Dopo la laurea presso la Juilliard ha studiato anche alla New York University. Negli anni novanta ha recitato nei film L'esercito delle 12 scimmie di Terry Gilliam, Face/Off - Due facce di un assassino di John Woo e Falso tracciato di Mike Newell. Nel 2000 è apparso in American Psycho, adattamento cinematografico dell'omonimo romanzo di Bret Easton Ellis. Nel 2004 ha interpretato il ruolo dell'ingegnere Glenn Odekirk in The Aviator di Martin Scorsese, l'anno successivo ha fatto parte del cast di Good Night, and Good Luck., diretto da George Clooney.
In campo televisivo è apparso come guest star in numerose serie televisive, tra cui Una famiglia come le altre, Cinque in famiglia, Oz, Six Feet Under e Bones. Diventa noto per il ruolo di Alby Grant nella serie televisiva HBO Big Love, interpretato dal 2006 al 2011. Ha avuto il ruolo ricorrente di Jack Klein nella serie TV Magic City e del Dr. Charles Montgomery in American Horror Story. Dal 2014 fa parte del cast della serie televisiva Silicon Valley interpretando il personaggio di Gavin Belson, CEO della Hooly, azienda che si occupa di nuove tecnologie. Dopo aver scritto e diretto due cortometraggi, nel 2012 debutta come regista con il film indipendente 28 Hotel Rooms, interpretato da Chris Messina e Marin Ireland. Nel 2016 dirige il suo secondo lungometraggio intitolato Captain Fantastic, con protagonista Viggo Mortensen.

## Filmografia

### Attore

#### Cinema
- Desperation Rising, regia di Jason Holt (1989)
- PCU, regia di Hart Bochner (1994)
- L'esercito delle 12 scimmie (Twelve Monkeys), regia di Terry Gilliam (1995)
- Ed's Next Move, regia di John Walsh (1996)
- Face/Off - Due facce di un assassino (Face/Off), regia di John Woo (1997)
- Strays, regia di Vin Diesel (1997)
- Homegrown - I piantasoldi (Homegrown), regia di Stephen Gyllenhaal (1998)
- The Last Days of Disco, regia di Whit Stillman (1998)
- Falso tracciato (Pushing Tin), regia di Mike Newell (1999)
- American Psycho, regia di Mary Harron (2000)
- Una spia per caso (Company Man), regia di Peter Askin e Douglas McGrath (2000)
- L'ultimo guerriero (Just Visiting), regia di Jean-Marie Poiré (2001)
- Dust, regia di Milčo Mančevski (2001)
- Abbasso l'amore (Down with Love), regia di Peyton Reed (2003)
- The Aviator, regia di Martin Scorsese (2004)
- Good Night, and Good Luck., regia di George Clooney (2005)
- L'ultima vacanza (Last Holiday), regia di Wayne Wang (2006)
- Turn the River, regia di Chris Eigeman (2007)

#### Televisione
- Una famiglia come le altre (Life Goes On) – serie TV, 2 episodi (1989-1990)
- Cinque in famiglia – serie TV, 1 episodio (1997)
- Oz – serie TV, 1 episodio (1997)
- Buffalo Soldiers – film TV (1997)
- Squadra emergenza (Third Watch) – serie TV, 1 episodio (1999)
- Rose Red – miniserie TV, 3 episodi (2002)
- Il tocco di un angelo (Touched by an Angel) – serie TV, 1 episodio (2003)
- Six Feet Under – serie TV, 1 episodio (2003)
- Bones – serie TV, 1 episodio (2005)
- Justice - Nel nome della legge (Justice) – serie TV, 1 episodio (2006)
- CSI: Miami – serie TV, 1 episodio (2006)
- Numb3rs – serie TV, 1 episodio (2006)
- CSI - Scena del crimine (CSI: Crime Scene Investigation) – serie TV, 1 episodio (2010)
- Big Love – serie TV, 49 episodi (2006-2011)
- Magic City – serie TV, 14 episodi (2012-2013)
- Revolution – serie TV, 4 episodi (2013)
- American Horror Story – serie TV, 7 episodi (2011-2015)
- Silicon Valley – serie TV, 28 episodi (2014-2019)

### Regista
- The Language of Love (1997) - cortometraggio
- Human Resources (2009) - cortometraggio
- 28 Hotel Rooms (2012)
- Captain Fantastic (2016)

### Sceneggiatore
- The Language of Love (1997) - cortometraggio
- Human Resources (2009) - cortometraggio
- 28 Hotel Rooms (2012)
- Captain Fantastic (2016)

## Riconoscimenti
- 2016 – Palm Springs International Film Festival
  - Directors to Watch
- 2016 – Festival di Cannes
  - Miglior regia Un Certain Regard per Captain Fantastic

## Doppiatori italiani
- Fabio Boccanera in Falso tracciato, L'ultimo guerriero
- Lucio Saccone in Good Night, and Good Luck., CSI: Miami
- Fabrizio Manfredi in American Psycho
- Oreste Baldini in The Aviator
- Alberto Bognanni in Big Love
- Massimiliano Manfredi in L'ultima vacanza
- Gianni Bersanetti in Magic City
- Vittorio Guerrieri in American Horror Story
- Luca Biagini in Silicon Valley